# Jervis Drummond
Pour les articles homonymes, voir Drummond.
Jervis Éarlson Drummond Johnson, né le 8 septembre 1976 à Limón, est un footballeur costaricien. Il joue au poste de défenseur avec l'équipe du Costa Rica et le club de Deportivo Saprissa.

## Carrière

### En club
- 1995- : Deportivo Saprissa –  Costa Rica

### En équipe nationale
Il a joué avec l'équipe du Costa Rica lors du championnat du monde des moins de 20 ans en 1995 et a eu sa première cape le 25 septembre 1995 à l'occasion d'un match contre l'équipe de Jamaïque. 
Il disputé la coupe du monde de football 2002.
Drummond participe à la coupe du monde 2006 avec l'équipe du Costa Rica.

## Palmarès

### En club
- Champion du Rica Rica en 1998, 1999 et 2004 avec Saprissa
- 3e du championnat du monde des clubs FIFA 2005 avec Saprissa
- Champion UNCAF en 2003 avec Saprissa
- Champion CONCACAF en 2005 avec Saprissa

### En équipe nationale
- 73 sélections en équipe nationale (1 but)
- Champion UNCAF en 2004